# 香港培道中學
香港培道中學（英語：Pooi To Middle School），於1888年創校，由美國南方浸會女傳道會派遣宣教士來華創辦，現時為一所全日制基督新教資助女子中學。

## 歷史
1888年，美國南方浸信會女傳道會傳教士容懿美女士（Miss Emma Young）被獲派來華開辦女子教育，因當時的女性大多未有機會進學堂讀書，而且未接觸過基督教。當時容女士隻身只帶著很少的金錢來華，沒有物資建校，亦沒有可依靠的人，她在廣州五仙門開辦了培道女子中學。在當時，勸喻女性上學並不容易，因為她們自古被認為無需讀書。同年3月3日，學校正式開課，當時稱為婦孺班，開學時僅有6名學生，但她仍全心教授她們。她讓婦女帶著孩子上學。亦讓有缺陷的人學習刺繡，使他們能有一技之長。在其努力下，學生人數漸漸增加。在1907年遷入廣州東山民地的新校舍，於1918年開辦中學、初級師範、小學和幼稚園各級。至1930年奉准立案，此後純由華人管理。
但後來1937年爆發第二次中日战争，廣州遭遇空襲，使學校不能繼續正常運作，被迫要離開五仙門，老師們帶著願意跟隨學校走的學生離開，遷往肇慶暫避戰火。1938年再由肇慶遷往香港的旺角廣華街，而小學部在1940年遷入馬頭圍士他令道。1941年與培正中學在坪石合辦培聯中學。1942年香港淪陷後，遷往澳門繼續辦學，後成立澳門培道中學。1945年戰爭結束，校方一方面遷回廣州，接收東山校舍及復課，經歷史演變成為現廣州市第七中學；另一方面到香港設立分校，租用士他令道浸信會副堂作校舍之用。1946年香港分校正式命名為「香港培道女子中學」，1947年遷往九龍仔嘉林邊道校舍。1952年向香港政府申請撥地延文禮士道2至8號，由師生籌款興建校舍。1954年延文禮士道新校舍完工，敦請香港總督葛量洪爵士夫人主持啟鑰儀式。1959年擴建「七十週年紀念堂」。1984年加建培道長廊，連接延校舍與紀念堂兩座校舍。1997年，全校進行大型的維修工程。
1961年，香港培道中學採用五年完成中學制度，再於1965年參加香港中學會考。1975年逐步轉為資助中學。1991年實施循環制上課，1992年9月開始兩年制預科班。1994年成立家長會。
2006年，學校獲立法會通過資助$138,500,000原址重建校舍，學校展開約會$30,000,000籌款活動優化校舍。在高山劇場演出三場本校首齣英語音樂劇《安妮》， 勉勵各人積極面對環境的改變。自此「舞動聲揚/音樂劇」成為培道每年的慶典，讓學生有機會展現演藝才能。同年6月最後一星期舉行「校舍告別週」。透過一系列活動為校舍感恩，之後暫在青山道德貞女子中學舊校舍上課。
2010年承蒙各地校友及各界人士捐款約3,000萬元，提昇新校舍建設。3月12日舉行新校舍奉獻及開幕典禮，主禮嘉賓為教育局局長孫明揚太平紳士。9月起，校董會通過學校以「雙語教學」為培道的新使命。本校根據教育局「教學語言微調方案」，由中一開始，5班中有3班為英文班及2班為中文班。全級數學科及科學科以英語為教學語言。而其中3班學生更會以英語學習歷史科及電腦科。
2022年由中一開始，4班中有3班為英文班及1班為中文班，全級數學科及科學科以英語為教學語言。而其中3班學生更會以全英語學習歷史科及電腦科，其他科目則有15%以英語學習，以強化中英兼擅之學校方向。

## 著名/傑出校友
- 高苕華：全國政協委員、前香港立法局及市政局議員、前德福幼稚園校監、前香港基督教女青年會總幹事[2]
- 王惠貞：GBS，SBS，JP，王新興有限公司董事總經理，第11至14屆港區全國政協委員，香港中華總商會副會長，香港浸會大學榮譽院士
- 勞錦嫦：1981年度香港小姐冠軍兼友誼小姐（原本是亞軍，因冠軍羅佩芝虛報年齡而被無綫電視取消資格，勞錦嫦補上成為該屆冠軍。），鄭經翰第二任妻子
- 梁韻蕊：1982年度香港小姐冠軍
- 陳法蓉：1989年度香港小姐冠軍及1990年度國際華裔小姐亞軍。
- 何婉盈：1991年度香港小姐五強、香港歌手、演員及主持人
- 陳復生：藝人
- 馬木蘭：FANCL House的聯合創辦人兼執行董事
- 何嘉莉：藝人，香港歌手，KOL
- 金盈：前無綫新聞主播
- 林二汶：歌手
- 黎萱：息影藝人
- 呂晨曦（呂善婷）：演員
- 羅若安：前無綫新聞主播
- 李家文：香港樹仁大學新聞與傳播學系助理教授、前無綫新聞助理採訪主任兼主播
- 梁靜雯：已故有線新聞財經主播兼記者
- 駱文捷：前RoadShow、亞視新聞及無綫新聞主播
- 馬秀荃：前無綫新聞、商業電台主播兼記者及Now寬頻電視記者
- 魏秋樺：藝人
- 宣萱：藝人
- 陳碧沁：胡琴演奏家
- 唐寶珅：唐紹儀第十二女兒、南益集團丹斯里拿督李光前長子李成義博士之妻
- 唐韋琪：藝人
- 甄詠蓓[註 1]：藝人
- 丘凱敏：藝人
- 黃瑩瑩：前香港女配音員
- 鄧碧雲：已故藝人[3]（中一）
- 郭玲麗（1996年中五）：香港立法會議員（選委會）
- 林素蔚（2005年中五）：香港立法會議員（新界東南）
- 冼周的兒：伊利沙伯中學前校長、前教育統籌局首席教育主任（1967年中五）[4]
- 朱承彩：前香港女演員[5]
- 王查美龍：香港女商人（1958年中五）[6]
- 張可欣：藝人